# Oxytropis urumovii
Oxytropis urumovii är en ärtväxtart som beskrevs av Jáv. Oxytropis urumovii ingår i släktet klovedlar, och familjen ärtväxter. Inga underarter finns listade i Catalogue of Life.